# Списак епизода емисије Амиџи шоу

Амиџи шоу српски је ток-шоу који се емитује уторком у 21 час на РТВ Пинк. Двочасовна емисија се емитује од 27. септембра 2008. године и води га Огњен Амиџић.

## Епизоде
- Новак Ђоковић, 2. децембар 2008.
- Велимир Бата Живојиновић, 26. децембар 2011.
- Адил, Катарина, Тома и Блек Пантерси, Алегро Банд, Стефан Петрушић, Јелена Вучковић и Марина Висковић, 2. јануар 2012.
- Индира Радић и Станко Маринковић, 9. јануар 2012.
- Драган Маринковић Маца, Воја Недељковић, Др. Лове са Теди радија, Зоран Кесић и Нивес Целзијус, 6. фебруар 2012. — Јубиларна 100. емисија.[1]
- Александар Вучић, 12. март 2012.
- Воја Недељковић, Маца, Поп, Сандра Африка и група Моделс, 26. март 2012.
- Ана Николић, 29. мај 2012.
- Александар Милић Мили и интервју са Светланом Ражнатовић, 4. јун 2012.
- Јелена Карлеуша, 16. јун 2012.
- Боб Сап и Душан Панајотовић, 14. септембар 2012.
- Данило Икодиновић, Адил и Алегро бенд, 2. октобар 2012.[2]
- Аца Лукас, Саша Видић, Борис Триван и интервју са Џенифер Лопез, 9. октобар 2012.[3]
- Екрем Јеврић, Венди и Милан Радоњић 31. октобар 2012.
- Милица Павловић, Весна Чипчић, Мирка Васиљевић, Драгана Мићаловић, Анита Лазић, 6. новембар 2012.
- Сузана Перовић и Џеј Рамадановски, 13. новембар 2012.
- Ана Кокић, 27. новембар 2012.
- Љубомир Бандовић, 4. децембар 2012.
- Марко Кон, Бојана Стојковић, Романа Панић и рукометашице Србије: Катарина, Андреа, Сања и Светлана, 18. децембар 2012.
- Ненад Чанак, 8. јануар 2013.
- Ивана Селаков, 15. јануар 2013.
- Сораја Вучелић, 12. фебруар 2013.
- Александар Милић Мили, Горан Каран и Никола Милојевић, 19. фебруар 2013.
- Милош Бојанић, Милан Топаловић и Катарина Живковић, 26. фебруар 2013.
- Северина Вучковић, 5. март 2013.
- Предраг Живковић Тозовац и Ацо Пејовић, 25. март 2013.
- Тони Цетински и Бранка Блек Роуз, 2. април 2013.
- Николија Јовановић и Весна Змијанац, 9. април 2013.
- Јелена Карлеуша, 16. април 2013.
- Марина Туцаковић, Дара Бубамара, Катарина Остојић Каја и Џуниор Џек, 23. април 2013.[4]
- Аца Лукас и Адил, 30. април 2013.
- Џенан Лончаревић, Марија Петронијевић и Ћемо, 14. мај 2013.
- Тропико бенд, Драган Брајовић Браја и Драган Марковић Палма, 21. мај 2013.[тражи се извор]
- Дејан Бодирога, Дејан Томашевић, Жељко Обрадовић, Душан Ивковић, Антонис Ремос, Тијана Дапчевић, 28. мај 2013.[5]
- Емина Јаховић, 4. јун 2013.
- Светлана Ражнатовић, 11. јун 2013.
- Муамер Хукић, 18. јун 2013.
- Индира Радић и Тања Савић, 25. јун 2013.
- Ана Николић, 9. јул 2013.
- Финалисти фарме 5, 1. јануар 2014.
- Дорис Драговић и Весна Змијанац, 8. јануар 2014.
- Александар Шапић, Милиграм и Јована Николић, 15. јануар 2014.
- Емина Јаховић и њени учесници X Фактора и Данијел Алибабић, 22. јануар 2014.
- Група , Дарко Лазић и Драган Маринковић Маца, 29. јануар 2014.
- Лепа Брена, 5. фебруар 2014.
- Кики Лесендрић и његове учеснице X Фактора, 12. фебруар 2014.
- Јелена Голубовић, Весна Вукелић Венди, Жика, Мирка Васиљевић, Оливер Драгојевић и Маид Хећимовић, 19. фебруар 2014.
- Жељко Шашић, 26. фебруар 2014.
- Здравко Чолић, 5. март 2014.
- Радмила Манојловић, Немања Стевановић, Милица Тодоровић и Џенан Лончаревић, 12. март 2014.[6]
- Зорица Брунцлик и Кемиш, 19. март 2014.
- Гоца Тржан, Данијел Кајмакоски, Дејана Живковић, Илма Карахмет и Влада Мандић, 25. март 2014.
- Снежана Ђуришић, Светлана Цеца Алексић, Милица Павловић и Тијана Ђуричић, 1. април 2014.
- Аца Лукас, Милена Ћеранић, Кнез и Едона Џејмс, 9. април 2014.
- Драган Којић Кеба, Милан Станковић, Анабела Буква и Марина Висковић, 15. април 2014.
- Кристијан Голубовић, Гога Секулић, Вики Миљковић, Дадо Полумента и Шако Полумента, 22. април 2014.
- Адил, Катарина Грујић, Нада Топчагић, Марија Шерифовић, Поп, Милан Станковић и Милица Тодоровић, 6. мај 2014.
- Јелисавета Сека Саблић и Бранислав Лечић, 13. мај 2014.
- Александар Коларов, 26. мај 2014.
- Драгана Мирковић, 3. јун 2014.
- Ана Севић, Катарина Живковић, Бојан Перић, Вера Матовић и Лили Кенди, 10. јун 2014.
- Владимир Штимац, Маријана Мићић, Милан Калинић и глумци из филма Варвари, 16. септембар 2014.
- Маја Беровић, Марина Висковић, Венди и Милица Тодоровић, 23. септембар 2014.
- Драгана Мирковић и учесници Параде поноса, 30. септембар 2014.
- Харис Џиновић и Вук Костић, 7. октобар 2014.
- Сека Алексић, 14. април 2015.
- Војислав Шешељ и Сандра Африка, 5. јануар 2016.
- Кристијан Голубовић, 12. јануар 2016.